# Rúben Amorim
Rúben Filipe Marques Amorim (Lisboa, 27 de gener de 1985) és un exjugador i entrenador de futbol portuguès. Actualment és l'entrenador del Manchester United.